# Izabella Teixeira
Izabella Mônica Vieira Teixeira (Brasília, 9 de outubro de 1961) é uma bióloga, ambientalista e servidora pública brasileira. Foi ministra do Meio Ambiente de 2010 a 2016, durante os governos de Luiz Inácio Lula da Silva e Dilma Rousseff. No Ibama, foi funcionária de carreira e atuou como subsecretária do Meio Ambiente do estado do Rio de Janeiro. Atualmente, trabalha com consultoria privada e integra conselhos de instituições.

## Educação
Na Universidade de Brasília (UnB), Teixeira concluiu bacharelado (1983) e licenciatura (1988) em biologia. Em 1989, concluiu especialização em gestão ambiental pela Fundação Getúlio Vargas (FGV) de Brasília. Mais tarde, tornou-se mestre (1998) e doutora (2008) em planejamento energético, ambas as vezes pela Universidade Federal do Rio de Janeiro (UFRJ).

## Carreira
De 1984 a 1985, Teixeira trabalhou como assessora técnica da Secretaria Especial de Meio Ambiente e do Conselho Nacional do Meio Ambiente. Ocupou função de coordenação no Ministério da Habitação, Desenvolvimento Urbano e Meio Ambiente entre 1986 e 1989. Tornou-se funcionária de carreira do Ibama em 1984 e no órgão exerceu cargos de direção. Aposentou-se como analista ambiental em 2015.
Em 2007, Teixeira foi designada subsecretária da Secretaria do Ambiente do estado do Rio de Janeiro, durante o governo de Sérgio Cabral. Permaneceu nesta função até 2009, quando se tornou secretária-executiva do Ministério do Meio Ambiente.
Teixeira também foi professora de MBA e de cursos ambientais na UFRJ.

### Ministra do Meio Ambiente
Em março de 2010, Teixeira foi designada ministra do Meio Ambiente pelo presidente Luiz Inácio Lula da Silva, substituindo Carlos Minc. Em dezembro do mesmo ano, a presidente eleita Dilma Rousseff confirmou a permanência de Teixeira em seu cargo. Manteve-se como ministra com a reeleição de Dilma e manifestou-se contrária ao impeachment da presidente, bem como participou de eventos em seu apoio. Deixou o Ministério com a posse de Michel Temer na presidência, em maio de 2016.
Durante sua gestão, Teixeira era vista como uma ministra técnica, não estando filiada a nenhum partido político. Em 2011, apresentou o Plano Nacional de Produção e Consumo Sustentáveis. No ano seguinte, conduziu as negociações do Novo Código Florestal com o Congresso Nacional e fez parte da organização da Rio+20.

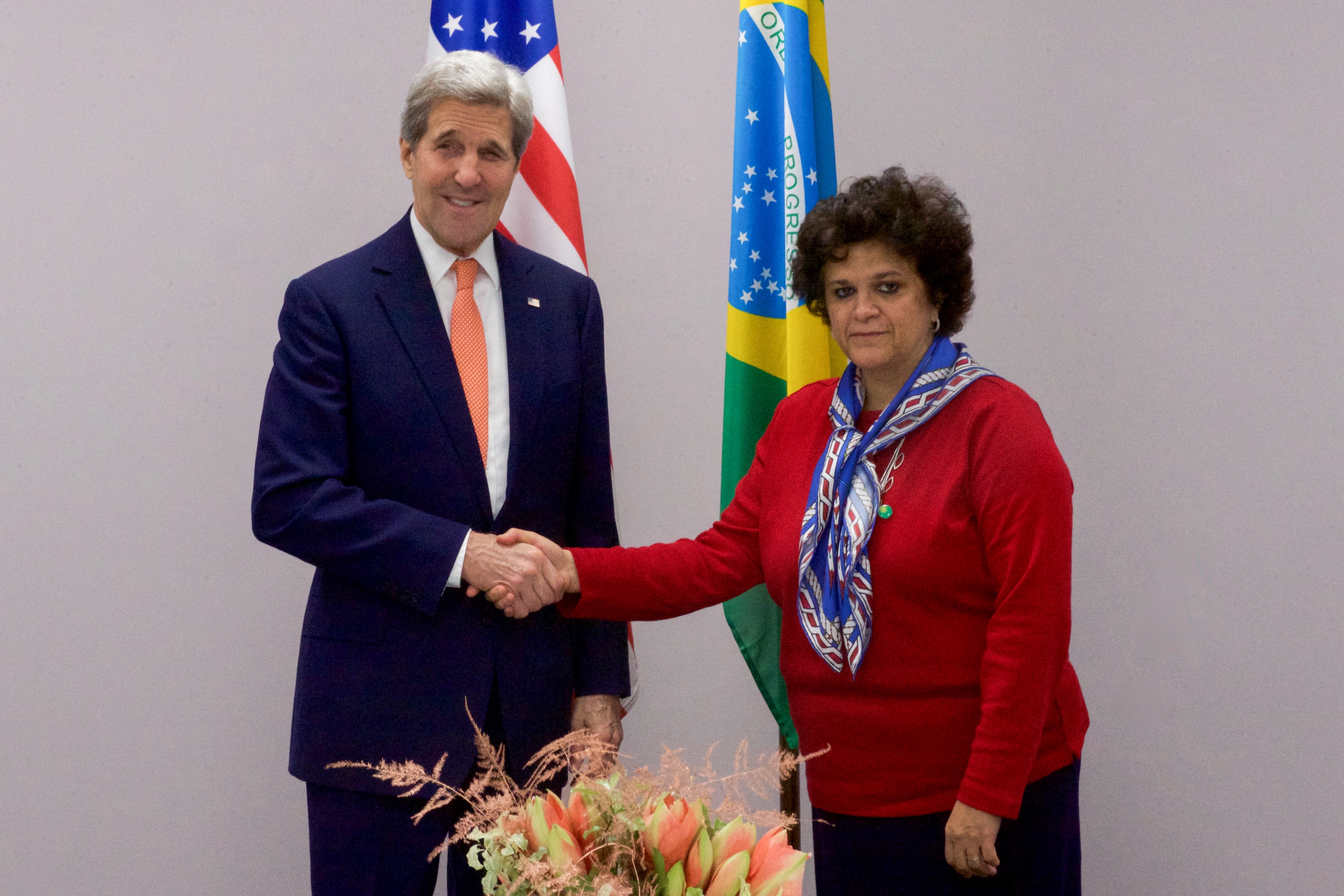
Teixeira e o secretário de Estado norte-americano, John Kerry, durante a COP21, em 2015

No âmbito internacional, Teixeira fez parte das negociações do Protocolo de Nagoya, no âmbito da Convenção da Diversidade Biológica, e do Protocolo de Quioto 2, no âmbito da Convenção-Quadro das Nações Unidas sobre a Mudança do Clima. Em 2015, exerceu papel-chave durante as negociações da Conferência das Nações Unidas sobre as Mudanças Climáticas.
Em 2012, Teixeira foi nomeada pelo secretário-geral da ONU, Ban Ki-moon, para o Painel de Alto Nível de Pessoas Eminentes para a Agenda de Desenvolvimento Pós-2015. Em 2013, foi agraciada com o prêmio Champions of the Earth, concedido pelo Programa das Nações Unidas para o Meio Ambiente.

### Pós-ministério
Após deixar o Ministério do Meio Ambiente, Teixeira manteve-se envolvida em atividades de consultoria privada e integrou conselhos de instituições no Brasil e no exterior. Em 2017, foi eleita para o cargo de co-presidente do Painel de Recursos Naturais da ONU (IRP-UNEP), além de membro do Conselho da Divisão de Assuntos Sociais e Econômicos da organização. O governo de Jair Bolsonaro tentou, sem sucesso, tirá-la da co-presidência do IRP-UNEP. Teixeira manteve-se crítica à política ambiental de Bolsonaro.